# Арезінг
Арезінг (нім. Aresing) — громада в Німеччині, розташована в землі Баварія. Підпорядковується адміністративному округу Верхня Баварія. Входить до складу району Нойбург-Шробенгаузен.
Площа — 29,89 км2. Населення становить 2931 ос. (станом на 31 грудня 2020).